# Midori Francis
Midori Francis, född 16 april 1994 i Rumson i New Jersey, är en amerikansk skådespelare.
Francis har bland annat medverkat i TV-serierna Grey's Anatomy och The Sex Lives of College Girls. Hon har även medverkat i filmen Afterlife of the Party.

## Filmografi i urval
- 2019 – Good Boys
- 2020 – Dash & Lily (TV-serie)
- 2021 – Afterlife of the Party
- 2021–2022 – The Sex Lives of College Girls (TV-serie)
- 2022–2023 – Grey's Anatomy (TV-serie)